# Cocoseae
Cocoseae es una tribu de plantas con flores perteneciente a la subfamilia Arecoideae dentro de la familia Arecaceae. 
Tiene las siguientes subtribus.

## Subtribus
- Attaleinae
- Bactridinae
- Elaeidinae